# Velîka Dîmerka
Velîka Dîmerka (în ucraineană Велика Димерка) este o așezare de tip urban din raionul Brovarî, regiunea Kiev, Ucraina. În afara localității principale, nu cuprinde și alte sate.

## Demografie
Componența lingvistică a așezării de tip urban Velîka Dîmerka
     Ucraineană (98,79%)
     Rusă (1,02%)
     Alte limbi (0,06%)
Conform recensământului din 2001, majoritatea populației așezării de tip urban Velîka Dîmerka era vorbitoare de ucraineană (98,79%), existând în minoritate și vorbitori de rusă (1,02%).